# Claudio Rangoni (bispo de Piacenza)
Claudio Rangoni (falecido a 13 de setembro de 1619) foi um prelado católico romano que serviu como bispo de Piacenza (1596–1619).

## Biografia
A 16 de dezembro de 1592, Claudio Rangoni foi nomeado bispo de Piacenza durante o papado de Clemente VIII. No dia 3 de dezembro de 1596, foi consagrado bispo por Girolamo Bernerio, bispo de Ascoli Piceno e empossado a 23 de março de 1597. Serviu como bispo de Piacenza até à sua morte a 13 de setembro de 1619.

## Sucessão episcopal
Enquanto bispo, foi o principal co-consagrador de:
- Papirio Picedi, (1603);
- Giovanni Desideri, (1603);
- Galeazzo Sanvitale, (1604);
- Berlinghiero Gessi, (1606); e
- Giovanni Linati, (1606).